# 찐친 이상 출발 딱 한 번 간다면
《찐친 이상 출발 딱 한 번 간다면》은 2022년 10월 27일부터 2022년 12월 29일까지 방송되는 여행 전문 예능 프로그램이다.

## 기획 의도
찐친이지만 제대로 된 여행은 가본 적 없는 대한민국 대표 프로그램.

## 진행자
- 이규형
- 수호
- 이상이
- 이유영
- 임지연
- 차서원 : 군입대

## 시청률

### 2022년
| 회차 | 방송일    | AGB 시청률      |
| 회차 | 방송일    | 대한민국 (전국) |
| ---- | --------- | --------------- |
| 1    | 10월 27일 | 2.2%            |
| 2    | 11월 10일 | 1.7%            |
| 3    | 11월 17일 | 1.3%            |
| 4    | 12월 1일  | 1.3%            |
| 5    | 12월 8일  | 1.6%            |
| 6    | 12월 15일 | 1.7%            |
| 7    | 12월 22일 | 1.7%            |
| 8    | 12월 29일 | 1.7%            |

## 결방 및 편성 변경 안내
2022년
- 11월 3일 : 이태원 참사 여파 및 TV 동물농장 우리 같이 산다 재방송 편성으로 인한 결방.
- 11월 24일 : 2022 카타르 월드컵 조별리그 H조 1차전 대한민국 VS 우루과이 중계방송으로 인한 결방.